# Hugh Gaitskell

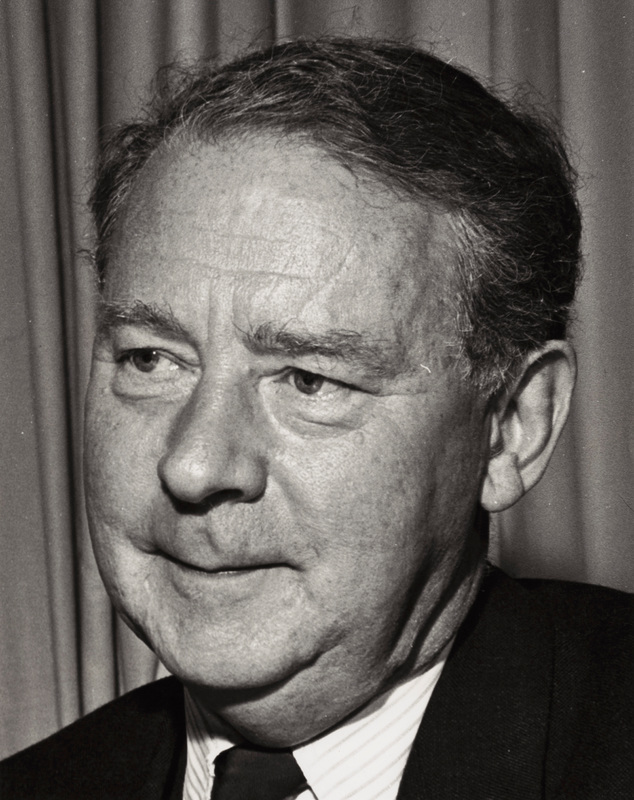
Hugh Todd Naylor Gaitskell (Oktober 1961)

Hugh Todd Naylor Gaitskell (* 9. April 1906 in London; † 18. Januar 1963 ebenda) war ein britischer Politiker. Er war Führer der Labour Party von 1955 bis zu seinem Tod 1963.
Er studierte am Winchester College und am New College der Universität Oxford, wo er 1927 sein Examen in dem kombinierten Studium von Philosophie, Politik und Wirtschaft ablegte. 1933/1934 war er Gastdozent an der Universität Wien, wo er unter anderem mit Ludwig von Mises in Kontakt kam. Gaitskell wurde auch Zeuge der Februarkämpfe und der Anfänge des Ständestaates, was ihn zu einem überzeugten Anhänger der parlamentarischen Demokratie und einem reformistischen Sozialdemokraten machte.
Während des Zweiten Weltkriegs arbeitete Gaitskell unter anderem im Ministry of Economic Warfare unter Hugh Dalton als Privatsekretär. Für seinen Dienst während des Krieges wurde er 1945 mit dem CBE ausgezeichnet. Bei der Unterhauswahl am 5. Juli 1945 errang Labour einen deutlichen Labour-Wahlsieg und Clement Attlee wurde Premierminister. Gaitskell zog als Abgeordneter für den Wahlkreis Leeds South ins Unterhaus ein und diente danach als persönlicher Assistent des zum Schatzkanzler ernannten Dalton. Ab 1947 war Gaitskell Energieminister (Minister of Fuel and Power), 1950 wurde er Schatzkanzler in Nachfolge Stafford Cripps’ und diente als solcher bis zur Rückkehr der Konservativen an die Regierung nach der vorgezogenen Unterhauswahl am 25. Oktober 1951. Attlee blieb Labour-Vorsitzender. Nachdem Labour auch die Unterhauswahl 1955 verloren hatte, trat Attlee als Vorsitzender zurück und es kam zu einer Kampfkandidatur zwischen Gaitskell und Aneurin Bevan. 
157 der 267 Labour-Unterhausabgeordneten (58,8 %) wählten Gaitskell, 70 (26,2 %) wählten Bevan. 
1959 war ein Wahlsieg der Labour Party erwartet worden, doch Zweifel an der Machbarkeit von Rentenerhöhungen und eine sehr erfolgreiche Wahlkampagne von Harold Macmillan unter den Slogan „Leben mit den Konservativen ist besser, lasst es euch nicht von Labour zerstören“ führte zum konservativen Erfolg. Gaitskell war ein früher Modernisierer seiner Partei; er versuchte erfolglos, den Abschnitt IV des Parteiprogramms zu ändern, der umfangreiche Verstaatlichungen vorsah. Er widerstand erfolgreich Versuchen, Labour auf eine einseitige Position in Fragen der atomaren Bewaffnung festzulegen. Er verlor zunächst eine Abstimmung und erklärte danach, er werde „kämpfen, kämpfen und wieder kämpfen“, um die Partei zu retten, die er liebe.
Gaitskell erkrankte Mitte Dezember 1962 an einer Grippe, wurde aber von seinem Arzt für gesund genug angesehen, um wie geplant in die Sowjetunion reisen zu können. Dort besuchte er den damaligen Staatschef Nikita Chruschtschow. Nach seiner Rückkehr kam er am 4. Januar 1963 in das Middlesex Hospital, weil sich sein Zustand verschlechterte. Trotz großer Anstrengungen der Ärzte starb er an einem plötzlichen Auftreten der Autoimmunerkrankung Lupus erythematodes. 
Zu seinem Nachfolger wurde Harold Wilson gewählt, ein Politiker des linken Labour-Flügels. Es gab Vermutungen, der KGB könnte in Gaitskells Tod involviert sein.
Nach seinem Tod wurde seine Ehefrau Dora Gaitskell 1964 als Baroness Gaitskell, of Egremont in the County of Cumberland in den Adelsstand erhoben und war als Life Peeress bis zu ihrem Tod 1989 Mitglied des House of Lords.